# Evangelie volgens Lucas
Het Evangelie volgens Lucas (vaak kortweg Lucas of Lukas genoemd) is het derde van de vier evangeliën in het Nieuwe Testament van de christelijke Bijbel. Het behoort tot de drie synoptische evangeliën. Het boek is geschreven in het Koinè-Grieks.
Het Evangelie volgens Lucas vormt samen met de Handelingen van de Apostelen een tweedelig werk.

## Auteur

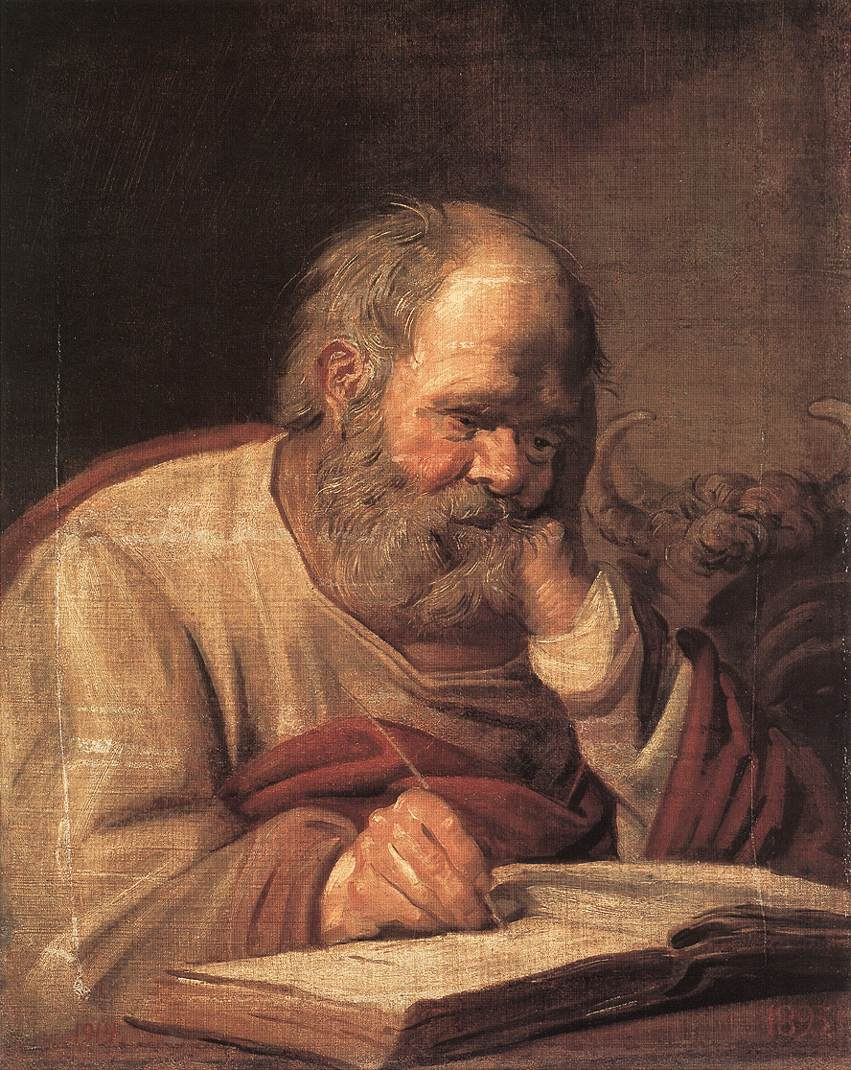
Lucas de Evangelist geschilderd door Frans Hals ca. 1625.

Het Evangelie volgens Lucas en de Handelingen van de Apostelen vormen samen een tweedelig werk dat is opgedragen aan Theofilus (over wie we verder vrijwel niets weten). De tekst, die wel een kort voorwoord met een verantwoording bevat, noemt de schrijver niet. Traditioneel wordt aangenomen dat de schrijver de evangelist Lucas is, die waarschijnlijk een arts was die de apostel Paulus op zijn reizen begeleidde.
De vroegste aanwijzing dat de apostel Paulus reisgezellen had die eventueel ook teksten schreven vinden we bij Justinus de Martelaar, die in zijn dialoog met Trypho (ca. 103) schrijft over "de memoires van de apostelen en hen die hen volgden" (afwijkend van zijn gebruikelijke wijze van uitdrukken "de memoires van de apostelen").
De eerste uitdrukkelijke vermelding van Lucas als schrijver van het Lucasevangelie vinden we bij Irenaeus in ca. 180. Ook andere vroege kerkvaders, waaronder Tertullianus, Origenes en Eusebius schrijven het evangelie toe aan Lucas.
De aanname van het auteurschap van Lucas bij de vroege kerkvaders lijkt vooral gebaseerd te zijn op indirecte gegevens. Zo benadrukt Ireneüs dat Lucas en Paulus "onafscheidelijk" waren, waarbij hij zich baseert op een aantal passages in Handelingen waar de auteur over "ons" spreekt. Het is echter de vraag of de auteur met de aanduiding "ons" wil aangeven dat hij een van de betrokkenen was; het kan hier ook om een stijlfiguur gaan of om passages die integraal overgenomen zijn uit een andere bron. Het lijkt er in ieder geval op dat er al vroeg allerlei speculaties over Lucas de ronde deden, waarbij het onduidelijk is welke beweringen betrouwbaar zijn en welke niet. Zo meldt de "anti-marcionitische proloog bij het Evangelie van Lucas" dat Lucas ongetrouwd was en op 84-jarige leeftijd stierf in Boeotië.
De consensus onder Bijbelwetenschapers is dat het evangelie volgens Lucas is geschreven door een anonieme christen. Een van de redenen voor het betwijfelen van het auteurschap van Lucas is het verschil tussen het beeld van Paulus dat in Handelingen wordt gegeven en het beeld van Paulus zoals we dat kennen uit zijn brieven. Dit verschil is dusdanig groot dat het niet waarschijnlijk lijkt dat Handelingen geschreven is door iemand die lange tijd zeer nauw met Paulus samenwerkte, zoals Ireneüs dat voorstelt. Ervan uitgaande dat het Lucasevangelie en Handelingen dezelfde auteur hebben (en er is weinig reden om daaraan te twijfelen) zou dit betekenen dat het evangelie dus niet door Lucas geschreven is.
Er zijn ook onderzoekers die vasthouden aan Lucas als auteur of die deze mogelijkheid in ieder geval openhouden. Handelingen bevat maar een beperkt aantal 'wij'-passages en het is dus mogelijk dat de auteur Paulus slechts op enkele reizen vergezeld heeft. Er zijn ook geen aanwijzingen dat de auteur de brieven van Paulus kende of gelezen heeft. Het beeld dat hij van Paulus' leer had zou dan beperkt geweest zijn, wat de verschillen tussen Handelingen en de brieven van Paulus kan verklaren (een andere mogelijkheid is dat hij Paulus' theologie niet goed begreep). Er is ook wel beargumenteerd dat Lucas en Handelingen door een arts geschreven moeten zijn omdat ze medische vakkennis veronderstellen of een bijzondere aandacht voor medische onderwerpen zouden laten zien die op een arts als schrijver zouden wijzen. De medische kennis die uit Lucas en Handelingen blijkt en gebruikte (vak)termen, stijgen niet boven het resultaat van een solide algemene opleiding uit.

### Profiel
De auteur van Lucas en Handelingen had goede kennis van Romeins procesrecht. Hij was ook goed bekend met zowel de joodse theologie als met hellenistische gebruiken. Dit duidt op een breed georiënteerde opvoeding en opleiding. Zijn vertelperspectief is keer op keer dat van een stedeling. Zijn intensieve behandeling van vraagstukken op het gebied van armoede en rijkdom hebben geleid tot het vermoeden dat hij een vrijgelaten slaaf zou kunnen zijn geweest. Dit soort overwegingen blijven speculatief.
Tot zeker het midden van de 20e eeuw werd 'Lucas' gezien als prototype van het vroege heidenchristendom. Sinds die tijd is het beeld verschoven naar een sterkere worteling in de joodse geloofstraditie, goed bekend in de "Geschriften" en een gedetailleerde kennis van cultische uitvoeringspraktijken. Dit duidt op een joodschristelijke afkomst. Vermoedelijk groeide hij op in de diaspora, misschien in Griekenland zoals zou kunnen blijken uit zijn geografische kennis.

## Datering en plaats
De datering die voor het Lucasevangelie (en voor Handelingen) gehanteerd wordt loopt sterk uiteen, van 60 n.Chr. tot 130 n.Chr.
Een van de factoren die bij de datering een rol spelen is dat Paulus' dood niet vermeld wordt en de boeken in het algemeen geen verwijzingen bevatten naar gebeurtenissen na circa 60 n.Chr. Dit zou erop kunnen duiden dat de twee boeken voor het jaar 60 geschreven zijn. Het kan echter ook het resultaat zijn van het doel dat de auteur heeft. Gegeven een beperkte ruimte (het evangelie en Handelingen hebben beide de omvang van een boekrol) wil de auteur laten zien wat de boodschap van Jezus is (het evangelie) en hoe die boodschap bekendgemaakt wordt bij zowel Joden als heidenen (Handelingen). Met de komst en prediking van Paulus in Rome, het centrum van de toenmalige bij de auteur en lezers bekende wereld, is de verspreiding van het evangelie onder de heidenen een feit en kan de auteur zijn vertelling afsluiten. Het is ook mogelijk dat hij veronderstelde dat de meer recente gebeurtenissen bij zijn lezers bekend zouden zijn en daarom niet opgenomen hoefden te worden.
Een aanwijzing voor een late datering is dat Justinus de Martelaar (circa 100-165) het Lucasevangelie en Handelingen niet lijkt te kennen, hoewel dat niet met zekerheid te zeggen is.
Onduidelijk is in hoeverre bepaalde verwijzingen naar de val en verwoesting van Jeruzalem verwijzingen zijn naar de val van Jeruzalem aan het einde van de Joodse Oorlog in 70 of dat deze verwijzingen eerder allegorisch zijn. In ieder geval zijn deze verwijzingen bij Lucas sterker dan bij Marcus en Matteüs.
Als we uitgaan van de 'prioriteit van Marcus' (de aanname dat Marcus van de drie synoptische evangeliën het eerst geschreven is) moeten we Lucas na Marcus dateren. In ieder geeft de auteur aan dat er op het moment dat hij zijn evangelie schrijft er al meerdere schriftelijke verslagen van Jezus' leven bekend zijn, wat een al te vroege datering onwaarschijnlijk maakt.
Het is waarschijnlijk dat het evangelie buiten Palestina geschreven is. De Anti-marcionitische Proloog noemt Achaia als plaats van ontstaan. Andere plaatsen die in dit verband wel genoemd worden of werden zijn Klein-Azië, Rome en Caesarea.

## Lezers
Het boek is opgedragen aan ene Theofilus. Theofilus is een Griekse naam die 'door God geliefd' betekent. Mogelijk was hij een welgestelde christen die optrad als mecenas (beschermheer). Dat Lucas Theofilus aanspreekt met een adressering (in sommige vertalingen vertaald als "hooggeachte") die hij elders enkel voor hoge Romeinse functionarissen (met name gouverneurs) gebruikt, lijkt erop te wijzen dat Theofilus zo'n functionaris was. Het is echter ook mogelijk dat het hier niet gaat om een specifiek persoon, maar om een figuurlijke benaming voor christenen, "de door God geliefden", in het algemeen.
In ieder geval is Lucas voor heidenchristenen geschreven. Bepaalde passages uit de andere evangeliën die voornamelijk voor Joden interessant zijn ontbreken in Lucas en in plaats van Joodse aanduiding Rabbi gebruikt hij de Griekse aanduidingen Kyrios (Heer) en Epistates (Meester).

## Lucas' bronnen en het synoptisch vraagstuk
De drie synoptische evangeliën (Matteüs, Marcus en Lucas) hebben veel teksten gemeen, wat op het gebruik van identieke bronnen wijst.
Volgens de tweebronnentheorie, die door veel onderzoekers als verklaring van dit synoptische vraagstuk wordt gezien, putte Matteüs voor zijn evangelie uit in ieder geval twee bronnen, namelijk het evangelie volgens Marcus en een hypothetische verzameling gezegden en uitspraken van Jezus die bron Q genoemd wordt (afkorting van het Duitse Quelle, dat 'bron' betekent). Onder theologen die uitgaan van het gebruik van bron Q wordt vrij algemeen aangenomen dat Lucas naast Marcus en Q waarschijnlijk nog wat ander materiaal tot zijn beschikking heeft gehad. Hetzelfde geldt voor Matteüs.
Ongeveer de helft van het materiaal in Marcus is ook aanwezig bij Lucas, waarbij Lucas (in tegenstelling tot Matteüs) grotendeels dezelfde volgorde als Marcus aanhoudt. Het materiaal dat Lucas met Marcus gemeen heeft, staat bij Lucas in drie grote blokken (Luc. 3:1-6:19, 8:4-9:50 en 18:15-24:11).
In de proloog (1:1-4) lijkt Lucas te suggereren dat hij gebruik heeft gemaakt van ooggetuigenverslagen. Er wordt op basis van enkele terloopse opmerkingen in het evangelie en Handelingen soms gespeculeerd over wie deze ooggetuigen zouden kunnen zijn. Daarbij wordt dan bijvoorbeeld gedacht aan Maria, de moeder van Jezus (op basis van 2:19 en 2:51) of aan leerlingen van Johannes de Doper (op basis van Handelingen 19:1-3).

## Kenmerken
Het Lucasevangelie is geschreven in verzorgd en stijlvol Grieks. Het bevat ook een aantal Hebraïsmen en Latijnse woorden. De stijl doet denken aan hellenistische literatuur, in het bijzonder aan Grieks-Romeinse historiografieën. Zo vertoont de proloog (1:1-4) een sterke gelijkenis met die in de De Joodse oorlog van Flavius Josephus. Een historisch element vormen ook de verwijzingen naar de mondiale geschiedenis die het Lucasevangelie meer dan de andere evangeliën bevat (bijvoorbeeld de vermelding van de volkstelling onder Augustus) en waarbij blijkt dat de auteur goed op de hoogte is van de verschillende politieke ambten en functies in het Romeinse Rijk. Dit neemt overigens niet weg dat Lucas maar beperkt aandacht heeft voor de chronologische ordening van de beschreven gebeurtenissen. Grieks-Romeinse geschiedschrijvers en biografen uit die tijd waren in het algemeen minder geïnteresseerd in chronologie dan wij tegenwoordig zouden verwachten, en dat geldt zeker ook voor Lucas. Lucas geeft weinig aanwijzingen over het tijdsverloop in de tekst en het is aannemelijk dat hij, als hem dat uitkomt, gebeurtenissen soms in een andere volgorde weergeeft dan waarin ze zich hebben voorgedaan. Zo beschrijft hij in hoofdstuk 3 eerst hoe Herodes Antipas Johannes de Doper gevangen zet en daarna pas hoe Jezus zich laat dopen. Een ander voorbeeld is het optreden van Jezus in de synagoge in Nazareth. Lucas heeft deze passage aan het begin van Jezus' optreden geplaatst om te laten zien dat Jezus als profeet eerst naar zijn eigen mensen gaat, die hem vervolgens afwijzen. In deze passage wordt verwezen naar een eerder optreden van Jezus in Kafarnaüm (Lc. 4:23). In Marcus vindt Jezus' optreden in Kafarnaüm (Mr. 2:21-28) inderdaad plaats voor zijn optreden in Nazareth (Mr. 6:1-6). Bij Lucas vindt Jezus' optreden in Kafarnaüm echter pas plaats na zijn optreden in Nazareth (Lc. 4:31-41).
Lucas heeft, meer dan de andere evangeliën, aandacht voor de menselijke eigenschappen van de beschreven personen en ook voor sociale kwesties, zoals het verschil tussen arm en rijk. Hij benadrukt Jezus' omgang met, en sympathie voor 'zondaars' zoals tollenaars. Hij heeft meer dan de andere evangelisten aandacht voor vrouwen. Zijn gelijkenissen zijn genuanceerder en minder zwart-wit dan die van bijvoorbeeld Matteüs. Hij geeft een excuus voor de discipelen die in slaap vallen terwijl Jezus bidt vlak voor zijn gevangenneming. De verheven zaligsprekingen die Matteüs in zijn versie van de Bergrede (de Veldrede) heeft opgenomen ("Gelukkig wie nederig van hart zijn [..] Gelukkig de treurenden, want zij zullen getroost worden"), zijn bij Lucas warmer en directer ("Gelukkig jullie die arm zijn [..] Gelukkig wie nu huilt, want je zult lachen"). Zijn verhaal over de tollenaar Zacheüs die klein van stuk is, is bijna komisch. Typerend voor het Lucasevangelie is de gelijkenis van de barmhartige Samaritaan, die enkel in dit evangelie voorkomt.
Het Lucasevangelie bevat 28 verschillende verwijzingen naar het Oude Testament. Veel woorden en zinsneden komen zowel in dit evangelie als in de brieven van Paulus voor. Het evangelie bevat, net als Handelingen, zo'n 2000 verschillende woorden. Het Marcusevangelie daarentegen bevat zo'n 1350 verschillende woorden en het Johannesevangelie zo'n 1000.
De schrijver gebruikt enkele Latijnse woorden (Lucas 7:41, 8:30, 11:33, 12:6, en 19:20), maar geen Syrische of Hebreeuwse woorden behalve sikera, een alcoholische drank als wijn, maar niet van druiven (afgeleid van het Hebreeuwse shakar, "hij is onder invloed". Leviticus 10:9), waarschijnlijk palmwijn.

## Lucas' theologie
Een belangrijke rol speelt bij Lucas de Heilige Geest, zowel in het evangelie als in Handelingen. Het eerste wat het Lucasevangelie vermeldt over Jezus' optreden als volwassene is dat de Heilige Geest op hem neerdaalt. Het eerste wat Handelingen vermeldt over de 12 discipelen (er wordt eerst een vervanger voor Judas aangewezen zodat hun aantal weer op 12 komt) is dat ze de Heilige Geest ontvangen. Het eerste hoofdstuk van het evangelie bevat ook al verschillende vermeldingen van de rol van de geest bij de gebeurtenissen voorafgaand aan Jezus' geboorte. Later in het evangelie vertelt Lucas dat ook Jezus zelf door de geest vervuld en zelfs geleid wordt. In Handelingen, ten slotte, zijn het de apostelen die op cruciale momenten door de geest geleid worden.
In Lucas' christologie ligt de nadruk op Jezus als profeet. Jezus spreekt als een profeet en hij handelt ook als een profeet. Zo vertelt Lucas hoe Jezus de gestorven enige zoon van een weduwe tot leven wekt, net als de profeet Elia eens deed. De mensen die getuige waren van Jezus' daad concluderen vervolgens dat hij een "groot profeet" is. En net als de grote profeten uit het Oude Testament zal ook Jezus door zijn eigen mensen verworpen worden. Het eerste optreden van Jezus als volwassene is bij Lucas het optreden in de synagoge van Nazareth, de plaats waar hij opgegroeid is. Daar leest hij voor uit het boek Jesaja en hij houdt vervolgens een rede waarin hij verwijst naar de profeten Elia en Elisa. In die rede zegt hij ook dat "geen enkele profeet welkom is in zijn vaderstad", en inderdaad wordt hij even later door de boze toehoorders Nazareth, zijn vaderstad, uitgejaagd. Elders in het evangelie geeft Jezus, in een vers dat alleen bij Lucas voorkomt, aan dat hij naar Jeruzalem moet omdat het niet aangaat "dat een profeet omkomt buiten Jeruzalem".
Jezus' rede in Nazareth bevat nog een ander, verwant thema van Lucas. Hij verhaalt hier hoe Elia niet naar een weduwe in Israël maar in Sidon werd gezonden, en hoe Elisa een Syriër geneest in plaats van een Israëliet. Nadat Jezus als profeet door zijn eigen mensen, de Joden, verworpen wordt, zal hij zich tot de heidenen keren, net als Elia en Elisa dat deden. Dit thema, dat het heil dankzij Jezus niet langer enkel voor Israël is, maar voor alle volken, komt ook in de andere evangeliën terug. Maar nergens zo sterk als bij Lucas. Het vormt het hoofdthema van Handelingen, eindigend met Paulus die in het centrum van de toenmalige wereld, Rome, het evangelie predikt. Maar ook in het Lucasevangelie komt dit thema telkens terug. Bijvoorbeeld in de geslachtslijst van Jezus die Lucas opgenomen heeft. In tegenstelling tot de lijst die Matteüs geeft gaat die van Lucas niet terug tot Abraham, de eerste Israëliet, maar tot Adam, de eerste van alle mensen.

## Inhoud

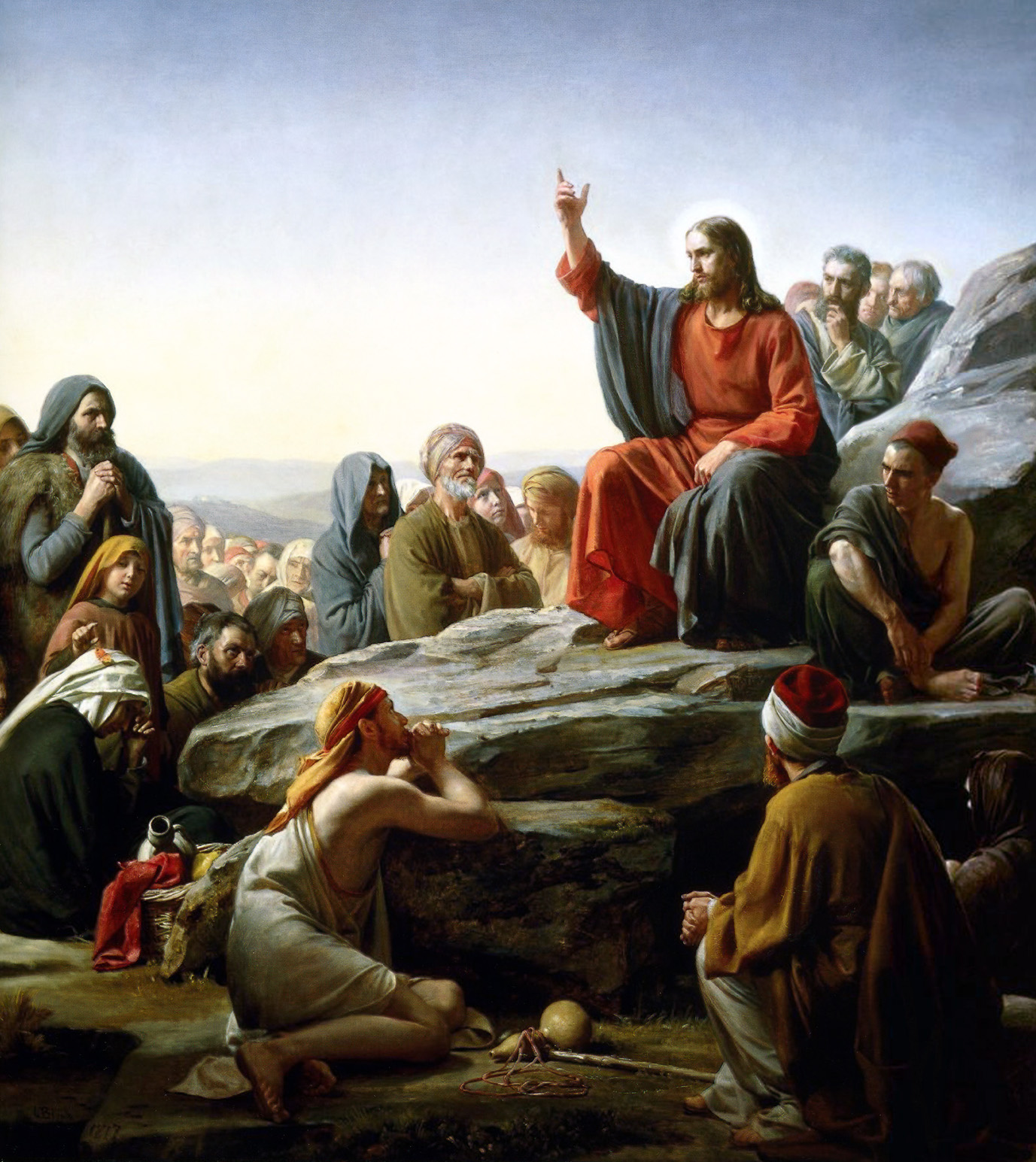
Bergrede

De evangelist claimt niet zelf ooggetuige van Jezus' leven te zijn geweest, maar alles grondig onderzocht te hebben en een geordend verhaal opgesteld te hebben (1:1-4). Dit 'geordend' duidt waarschijnlijk niet op een chronologische ordening maar is relatief bedoeld ten opzichte van het fragmentarisch onderwijs dat zijn lezers tot dan toe had genoten of ten opzichte van de tot dan toe bekende schriftelijke verslagen.
Het evangelie begint met een uitgebreide beschrijving van de geboorte van Jezus Christus. Dit deel bevat enkele korte stukken lyriek, namelijk de lofzang van Maria (het Magnificat) en de lofzang van Zacharias (het Benedictus). Na een relatief uitgebreide beschrijving van het optreden van Johannes de Doper volgen een geslachtslijst van Jezus en de verzoeking in de woestijn.
Het evangelie bevat naast een aantal wonderen enkele bekende gelijkenissen die we niet bij de andere evangeliën aantreffen, zoals de gelijkenis van de verloren zoon en de barmhartige Samaritaan.
Een belangrijk deel van het evangelie wordt ingenomen door de lijdensgeschiedenis, het lijden en sterven van Jezus. Aan het eind van het evangelie vinden we het verhaal van de Emmaüsgangers, dat zich afspeelt vlak na Jezus' dood en opstanding. Het evangelie eindigt in de tempel, net zoals het ook begint in de tempel.

### Structuur
Net als het Evangelie volgens Matteüs begint Lucas met een introductie bestaande uit een aantal verhalen over de geboorte en jonge jaren van Jezus (hoofdstuk 1 t/m 3). Na deze inleiding begint het optreden van Jezus en zijn verkondiging. Net als bij zowel Matteüs als het Marcus kan dit optreden verdeeld worden in drie delen: Jezus verkondiging in Galilea (4:14 - 9:50), zijn reis naar Jeruzalem (9:51 - 19:27) gevolgd door zijn optreden, gevangenneming en sterven daar (19:28 - 24-53).
Het boek kan op verschillende manieren worden ingedeeld. We geven er hier een:
1. Proloog (1:1 - 1:4): de auteur geeft aan welk doel hij met de tekst heeft en draagt deze op aan ene Theofilus.
2. Kindheidsverhalen (1:5 - 2:52): een aantal verhalen over de geboorte en jeugd van Jezus en over de geboorte van Johannes de Doper.
3. Het optreden van Johannes de Doper, het geslachtsregister van Jezus en de verzoekingen van Jezus in de woestijn (3:1 - 4:13).
4. Jezus' optreden en verkondiging in Galilea (4:14 - 9:50): Jezus verzamelt de discipelen en reist met hen langs diverse plaatsen in Galilea. Hij geneest zieken, doet andere wonderen en geeft onderricht aan de discipelen en andere mensen die hem volgen; bevat ook de Veldrede.
5. De reis naar Jeruzalem (9:51 - 19:27): Jezus reist met zijn discipelen van Galilea naar Jeruzalem. Onderweg volgt nog meer onderricht aan de discipelen en anderen.
6. Het optreden in Jeruzalem (19:28 - 21:38).
7. Het lijdensverhaal (22:1 - 23:56): Jezus wordt gevangengenomen, verhoord, veroordeeld en ter dood gebracht door kruisiging.
8. De opstanding (24:1 - 24:53): het lege graf wordt gevonden, Jezus verschijnt aan zijn volgelingen en geeft hen zijn laatste opdracht.

## Het Lucasevangelie en de Handelingen van de Apostelen
Het Lucasevangelie en de Handelingen van de Apostelen vormen samen een tweedelige werk van vrijwel zeker dezelfde auteur. Zowel het evangelie als de Handelingen hebben de omvang van een gemiddelde boekrol. Beide boeken hebben een proloog waarin de auteur Theofilus aanspreekt. Beide boeken zijn in dezelfde stijl geschreven, gebruiken hetzelfde vocabulaire en hebben dezelfde thema's.
De beide boeken vertonen ook een zekere literaire en symbolische samenhang. Het evangelie wordt gedomineerd door de reis van Jezus naar Jeruzalem (het centrum van het Jodendom) en Handelingen wordt gedomineerd door Paulus' reizen, uitlopend in zijn reis naar, en aankomst in Rome (het centrum van de heidense wereld).